# Ricardo Serrano (wielrenner)
Ricardo Serrano González (Valladolid, 4 augustus 1978) is een Spaanse wielrenner.

## Carrière
Serrano werd beroepswielrenner in 2003, bij de Spaanse ploeg Café Baques. Na twee jaar voor Café Baques te hebben gereden verkaste hij naar Kaiku waar hij ook twee seizoenen bleef rijden. Na weer twee jaar bij het Italiaanse Professional Continental Team Tinkoff Credit Systems, rijdt de in Valladolid geboren Serrano bij Fuji-Servetto.
Ondanks diverse ereplaatsen heeft Serrano pas drie overwinningen behaald; een etappe en het eindklassement van de Ronde van Rioja in 2006 en een etappe in de Ronde van Romandië. Verder werd Serrano onder andere tweede in de Trofeo Manacor (2005), tweede in het eindklassement van de Ronde van Valencia (2006) en ook in het eindklassement van de Ronde van de Middellandse Zee in 2007 eindigde Serrano op de tweede plek.
Op 17 juli 2009 werd bekend dat Serrano tijdens de Ronde van Zwitserland 2009 positief had getest op het verboden middel Cera. Hij was nadat de UCI in juni 2009 had gemeld dat er in zijn biologisch paspoort verdachte bloedwaarden waren geconstateerd reeds op non-actief gezet door zijn ploeg.

## Belangrijkste overwinningen
2006
- 2e etappe Ronde van Rioja
- Eindklassement Ronde van Rioja

2009
- 2e etappe Ronde van Romandië

## Resultaten in voornaamste wedstrijden
| Jaar | Ronde van Italië | Ronde van Frankrijk | Ronde van Spanje |
| ---- | ---------------- | ------------------- | ---------------- |
| 2004 |                  |                     | buiten tijd      |
| 2005 |                  |                     |                  |
| 2006 |                  |                     |                  |
| 2007 | 102e             |                     |                  |
| 2008 |                  |                     | opgave           |
| 2009 | opgave           |                     |                  |

| Jaar | Milaan-San Remo | Amstel Gold Race | Parijs-Brussel | Waalse Pijl |
| ---- | --------------- | ---------------- | -------------- | ----------- |
| 2004 |                 |                  |                |             |
| 2005 |                 |                  | 40e            |             |
| 2006 |                 |                  | 17e            |             |
| 2007 | 67e             |                  |                | 112e        |
| 2008 |                 |                  |                |             |
| 2009 |                 | 113e             |                |             |

## Ploegen
- 2003 - Café Baques
- 2004 - Café Baques
- 2005 - Kaiku
- 2006 - Kaiku
- 2007 - Tinkoff Credit Systems
- 2008 - Tinkoff Credit Systems
- 2009 - Fuji-Servetto